# Фунахаси
Фунахаси (яп. 舟橋村 Фунахаси-мура) — село в составе уезда Наканиикава префектуры Тояма, Япония.
Площадь села составляет 3,47 км², население — 2980 человек (1 июля 2014), плотность населения — 858,79 чел./км². Село Фунабаси самое маленькое по площади в Японии.